# Драгоевска планина
Драгоевската планина е планина във вътрешната структурна ивица на Източния Предбалкан, в Област Шумен, между река Голяма Камчия и десният ѝ приток Брестова река.
Планината е разположена в посока северозапад-югоизток с дължина около 32 km и максимална ширина до 8 km. На северозапад пролома на река Голяма Камчия я отделя от Преславска планина. На североизток граничи със Смядовското поле и част от течението на река Голяма Камчия и тук по подножието ѝ преминава условната граница между Източната Дунавска равнина и Източния Предбалкан. На югозапад граничи с историко-географската област (котловина) Герлово, а на юг – с Ришката котловина. На изток цялото течение на Лопушанска река (десен приток на Голяма Камчия) я отделя от най-северните разклонения на Върбишка планина, а на юг, западно от село Риш чрез ниска седловина (390 m) двете планини се свързват. Източната част на планината е разделена от Веселиновския пролом на Брестова река (десен приток на Голяма Камчия).
Билото на планината е плоско, леко наклонено на югоизток, със средна надморска височина от 500-600 m. Най-високата точка е връх е Отъка (608,7 m), издигащ се в северозападната ѝ част. Изградена е от нагънати долнокредни варовито-мергелни пластове на Преславската антиклинала. Почти цялата планина е обрасла с плътна горска покривка от бук и габър на север и горун и габър на юг.
В северния склон на планината е разположено село Драгоево, от името на което идва и названието на планината, а на южния ѝ склон село Александрово.
По двете крайни подножия на планината преминават участъци от два пътя от Държавната пътна мрежа:
- На северозапад, през пролома на река Голяма Камчия, на протежение от 12,8 km – участък от първокласен път № 7 Силистра – Шумен – Ямбол – ГКПП „Лесово“;
- На югоизток, през пролома на Брестова река, на протежение от 6 km – участък от второкласен път № 73 Шумен – Карнобат.[1]

По северните склонове на планината се намира резервата „Патлейна“, заемащ площ от 37,8 хектара, където е разположена и хижа „Патлейна“ (360 m н.м). Тук е и естественото находище на терциерен реликт от вида „див рожков“. В планината се намира манастира „Свети Пантелеймон“.

## Топографска карта
- Лист от карта K-35-30. Мащаб: 1 : 100 000.
- Лист от карта K-35-31. Мащаб: 1 : 100 000.
- Лист от карта K-35-42. Мащаб: 1 : 100 000.
- Лист от карта K-35-43. Мащаб: 1 : 100 000.